# Claudia Schüler
Claudia Andrea Schüler Hillmer (Chile, 28 de noviembre de 1987-27 de marzo de 2023) fue una jugadora chilena de hockey sobre césped que se desempeñaba como arquera.

## Carrera deportiva
Representó a Chile desde su debut nacional en 2004, jugando más de 230 partidos con la selección y además estuvo casi dieciocho años en el proceso de las "Diablas".
Hizo su debut juvenil en la Copa Mundial Junior de 2005 celebrada en su país de origen, un año después de su debut con la selección absoluta nacional. Fue fundamental en los éxitos de Chile en la Copa Panamericana, y recibió el premio a la portera del torneo en tres ediciones consecutivas del torneo, en 2009, 2013 y 2017.
Después de la Copa Panamericana de 2017, fue nombrada portera del Equipo Elite Panamericano de 2017 por la Federación Panamericana de Hockey. Esta fue su tercera aparición como portera en el equipo de élite, después de 2009 y 2013.

### Logros
Fue figura en la inédita clasificación de la selección de Chile a la Copa Mundial de Hockey Femenino de 2022, tras atajar todos los penales en el decisivo duelo contra Estados Unidos en la Copa Panamericana de 2022.
El mismo año, fue reconocida como la mejor jugadora de hockey césped del año por el Círculo de Periodistas Deportivos de Chile.

## Enfermedad y fallecimiento
En agosto de 2022, fue diagnosticada con cáncer de hígado con metástasis en otras partes del cuerpo, falleciendo el 27 de marzo de 2023 a los 35 años. Su muerte fue muy lamentada en el mundo del hockey chileno, Sergio Vigil comentó en Radio ADN: "no tengo fuerzas en este momento, sólo decir que fue una deportista sin igual, hizo que los sueños más utópicos se hicieran realidad, tenía un talento impresionante, una convicción increíble y unos valores inquebrantables. Era todo espíritu".
Su cuerpo descansa en el cementerio Parque del Recuerdo.